# Lakshmipura, Kunigal
Lakshmipura là một làng thuộc tehsil Kunigal, huyện Tumkur, bang Karnataka, Ấn Độ.